# 天护陀罗尼经幢
天护陀罗尼经幢位于中国河北省石家庄市井陉矿区横涧乡天户社区（原为天户村），是一座唐朝的佛教经幢，也是中国现存较早的经幢实物。该经幢初为河北省文物保护单位，1996年被列为全国重点文物保护单位。

## 简介
天护陀罗尼经幢位于东禅寺内。东禅寺在天户村的唐朝天护城遗址内。东禅寺院内西侧现存一座房顶呈圆弧形的古建筑，但损毁严重，其内还有一通倒在地上并断为两截的古代石碑。该建筑历史悠久，曾在清朝多次修缮。
天护陀罗尼经幢为青石质地，残高4.89米，直径大约64公分，雕造于唐朝开元十五年（727年）。幢身之下有覆莲座、须弥座、方形石础。即幢座最下为一方形石座，每边长为1.35米、高0.15米；其上置有一八角素面石盘；石盘上置有一八角八面扁平石，海面龛内刻有交足佛一躯；扁平石上置有一八角素面石盘；最上面置有一圆形覆莲式石座。此为五层幢座。
幢身为八角八面石柱，高1.38米，首南（南面）上部阴刻“为国敬造佛顶尊胜陀罗尼幢”十二字。幢身刻有《陀罗尼经》，末面经文后刻有“大唐国镇州井陉县天护城东禅寺内有……开元十五年岁次丁卯十一月已亥朔八日建”等字。
幢顶上面为七层幢顶。即幢顶之上施加宝盖两重，上承须弥山，再上是重层仰莲托八面石柱，石柱各面的尖拱龛之中各雕1尊菩萨立像。幢顶现已残缺。

## 被盗
2010年12月26日零时许，共12层的天护陀罗尼经幢顶部第12层“八面立佛”幢体被盗走，经幢仅剩1至7层完整，剩下不足3米，其上雕有龙、虎、狮、象等8种瑞兽的第8层被摔坏倒在地上，第9层的伞盖、雕有8位罗汉像的第10层、第11层的仰莲均受损并散落在经幢四周。接到报案后，井陉矿区警方随即成立了专案组进行侦破。12月27日，河北省公安厅、石家庄市公安局也介入此案的调查，河北省文物局、石家庄市文物局专家到现场指导文物的抢救保护。12月27日19时许传出消息，天户村村民在天户村路口发现了被盗文物。